# Brian Fortuna
Brian Fortuna (Filadelfia, Pensilvania, 20 de septiembre de 1982) es un bailarín y coreógrafo estadounidense. Es más conocido por haber sido uno de los bailarines profesionales de Dancing with the Stars y de su versión original Strictly Come Dancing

## Primeros años
Fortuna nación en Filadelfia, Pensilvania.

## Carrera

### Dancing with the Stars
Fortuna participó en la cuarta temporada de Dancing with the Stars de ABC, la versión estadounidense del espectáculo del Reino Unido Strictly Come Dancing, teniendo como pareja a la Miss USA 2004, Shandi Finnessey. La pareja fue la segunda en ser eliminada de la competencia el 19 de marzo de 2007. Fortuna fue miembro del elenco de la gira de invierno 2007-2008 de Dancing with the Stars.
| Semana | Baile / Canción               | Puntajes de los jueces | Puntajes de los jueces | Puntajes de los jueces | Resultado       |
| Semana | Baile / Canción               | C. I.                  | L. G.                  | B. T.                  | Resultado       |
| ------ | ----------------------------- | ---------------------- | ---------------------- | ---------------------- | --------------- |
| 1      | Foxtrot / «The Power of Love» | 7                      | 6                      | 6                      | Sin eliminación |
| 2      | Mambo / «Right Now»           | 6                      | 7                      | 7                      | Dos últimos     |
| 3      | Jive / «Crocodile Rock»       | 7                      | 7                      | 7                      | Eliminados      |

### Strictly Come Dancing
En 2008, Fortuna se unió a Strictly Come Dancing para la serie 6, después de su participación en Dancing with the Stars. Su pareja celebridad fue la cantante de M People, Heather Small, llegando hasta la octava semana y quedando en el noveno puesto. Ese mismo año participó en el Especial de Navidad, donde fue emparejado con la modelo y actriz Kelly Brook, quedando en el segundo puesto detrás de Jill Halfpenny y Darren Bennett.
En 2009, Fortuna regresó para la serie 7, donde fue emparejado con la actriz de Hollyoaks y The Bill, Ali Bastian. Ellos ueron eliminados en la semifinal el 12 de diciembre de 2009 a pesar de sus altos puntajes, quedando en el terer puesto. Fortuna fue emparejado nuevamente con Bastian para el Especial de Navidad de ese año, logrando convertirse en los ganadores. El miércoles 9 de junio de 2010, se anunció que Brian decidió no regresar a Strictly Come Dancing debido a cambios de formato.
- Serie 6 con Heather Small

| Semana | Baile / Canción                | Puntajes de los jueces | Puntajes de los jueces | Puntajes de los jueces | Puntajes de los jueces | Resultado   |
| Semana | Baile / Canción                | C. R.                  | A. P.                  | L. G.                  | B. T.                  | Resultado   |
| ------ | ------------------------------ | ---------------------- | ---------------------- | ---------------------- | ---------------------- | ----------- |
| 2      | Salsa / «La Banda»             | 5                      | 6                      | 8                      | 7                      | Salvados    |
| 4      | Quickstep / «Old Man Time»     | 6                      | 5                      | 6                      | 6                      | Dos últimos |
| 5      | Samba / «Lola, Lola»           | 4                      | 6                      | 6                      | 7                      | Dos últimos |
| 6      | Vals vienés / «Vision of Love» | 5                      | 7                      | 7                      | 8                      | Salvados    |
| 7      | Chachachá / «American Boy»     | 5                      | 5                      | 7                      | 6                      | Dos últimos |
| 8      | Tango / «Rebel Rebel»          | 6                      | 7                      | 7                      | 7                      | Eliminados  |

- Serie 7 con Ali Bastian

| Semana                                             | Baile / Canción                                | Puntajes de los jueces | Puntajes de los jueces | Puntajes de los jueces | Puntajes de los jueces | Resultado     |
| Semana                                             | Baile / Canción                                | C. R.                  | L. G.                  | A. D.                  | B. T.                  | Resultado     |
| -------------------------------------------------- | ---------------------------------------------- | ---------------------- | ---------------------- | ---------------------- | ---------------------- | ------------- |
| 1                                                  | Vals / «Reach Out and Touch (Somebody's Hand)» | 7                      | 8                      | 8                      | 7                      | Salvados      |
| 1                                                  | Rumba / «That's What Friends Are For»          | 7                      | 7                      | 8                      | 8                      | Salvados      |
| 3                                                  | Quickstep / «I Get A Kick Out Of You»          | 8                      | 8                      | 8                      | 8                      | Salvados      |
| 4                                                  | Salsa / «Quimbara»                             | 8                      | 8                      | 8                      | 8                      | Salvados      |
| 5                                                  | Jive / «Tutti Frutti»                          | 6                      | 7                      | 8                      | 8                      | Salvados      |
| 6                                                  | American smooth / «A Foggy Day in London Town» | 9                      | 9                      | 9                      | 10                     | Salvados      |
| 7                                                  | Pasodoble / «El Gato Montes»                   | 8                      | 9                      | 8                      | 8                      | Dos últimos   |
| 8                                                  | Vals vienés / «Do Right Woman, Do Right Man»   | 10                     | 10                     | 10                     | 10                     | Salvados      |
| 9                                                  | Chachachá / «I Gotta Feeling»                  | 9                      | 8                      | 9                      | 9                      | Salvados      |
| 10                                                 | Foxtrot / «Haven't Met You Yet»                | 8                      | 9                      | 9                      | 9                      | Salvados      |
| 11                                                 | Charlestón / «Pencil Full of Lead»             | 9                      | 9                      | 10                     | 9                      | Salvados      |
| 11                                                 | Grupo de Vals vienés / «Piano Man»             | 10 puntos extras       | 10 puntos extras       | 10 puntos extras       | 10 puntos extras       | Salvados      |
| 12                                                 | Tango / «Born to Be Wild»                      | 8/91                   | 8                      | 9                      | 8                      | Salvados      |
| 12                                                 | Samba / «Change»                               | 9/91                   | 8                      | 9                      | 9                      | Salvados      |
| 13 (Semifinal)                                     | Tango argentino / «Pa Bailar»                  | 8/81                   | 9                      | 8                      | 8                      | Tercer puesto |
| 13 (Semifinal)                                     | American smooth / «Come Dance with Me»         | 10/101                 | 10                     | 10                     | 10                     | Tercer puesto |
| 1Puntaje dado por la juez invitada Darcey Bussell. |                                                |                        |                        |                        |                        |               |

### Dancing on Wheels
El 28 de mayo de 2009, la BBC emitió un comunicado de prensa sobre su próximo espectáculo Dancing on Wheels, que utiliza el mismo título que un documental de abril de 2007. El objetivo de este proyecto es promover la danza en silla de ruedas con Fortuna como coreógrafo principal.  Los competidores pasarán por un entrenamiento intenso y competirán por la oportunidad de representar al Reino Unido en el Campeonato Europeo de Baile en Silla de Ruedas en Israel en el otoño de 2009. El programa comenzó la transmisión en BBC Three el jueves 11 de febrero de 2010.
También se unirán al espectáculo la parea de Strictly Come Dancing de Fortuna, la cantante Heather Small, así como el nadador olímpico Mark Foster, la cantante Michelle Gayle, el actor Kevin Sacre, el jugador de rugby Martin Offiah y la presentadora Caroline Flack.

### Teatro
Fortuna apareció en la producción de Aladdinde Royal & Derngate en esta temporada de vacaciones, que se realizará del 9 de diciembre de 2011 al 8 de enero de 2012. Actualmente protagoniza Over the Rainbow del de Theatre Production Ltd como Danny Cassidy, el espectáculo comenzó por el Reino Unido el 3 de septiembre de 2011. Fortuna y Ali Bastian encabezaron la gira de Burn the Floor en el Shaftesbury Theatre en el West End de Londres. El espectáculo se desarrolló del 21 de julio al 4 de septiembre de 2010.

### Otros trabajos
Fortuna apareció como un bailarín destacado en la película El aviador, protagonizada por Leonardo DiCaprio. También fue coreógrafo y bailarín en el drama televisivo de South Beach, protagonizado por Vanessa Williams. También participó en el emotivo cortometraje romántico Love + 1 con Alison Carroll y Andy Barnes.
En 2004 y 2005, Brian ganó la competencia North American Top Teacher y en los mismos años, fue el campeón del Deporte de Danza Imperial. Fortuna es un juez certificado por la Asociación de Terpsichore de los Estados Unidos.